# سفر زمان (فیلم ۲۰۱۶)
سفر زمان (به انگلیسی: Voyage of Time) یک فیلم مستند آمریکایی آی‌مکس محصول سال ۲۰۱۶ به به نویسندگی و کارگردانی ترنس مالیک است. گفته می‌شود این فیلم به بررسی تولد و مرگ جهان شناخته شده‌است. مالیک بیش از چهل سال روی این فیلم کار کرده بود.

## خلاصه داستان
"سفر زمان” تجلیلی از زمین است که تمام زمان را به تصویر می‌کشد، از تولد جهان تا سقوط نهایی آن. در این مستند به تمام چیزهایی پرداخته می‌شود که به معجزه پیش از ما انجامید. علم و روح، تولد و مرگ، کیهان بزرگ و باشکوه و سیستم‌های بسیار کوچک سیاره ما این تمام چیزهایی است که در بلندپروازانه‌ترین مستند «ترنس مالیک» شاهده آن خواهیم بود که از اواخر دهه ۱۹۷۰ میلادی درگیر ساخت آن بوده‌است…

## بازیگران
- برد پیت به عنوان راوی (نسخه آی‌مکس)[۵]
- کیت بلانشت به عنوان راوی (نسخه با طول ۳۵ میلی‌متر)

## فیلمبرداری
فیلمبرداری در تمام دنیا انجام شده‌است. در اکران فیلم در جشنواره کن در سال ۲۰۱۴، مالیک و تهیه کنندگانش فیلم‌هایی را در مکان‌هایی مانند ایالت‌های جنوب غربی آمریکا، هاوایی، ایسلند، مونته‌ری، کالیفرنیا، شیلی، پالائو، جزایر سلیمان، پاپوآ گینه نو و جاهای دیگر نشان دادند.